# Loupeigne
Loupeigne település Franciaországban, Aisne megyében. Lakosainak száma 87 fő (2022. január 1.). Loupeigne Arcy-Sainte-Restitue, Fère-en-Tardenois, Lhuys, Mareuil-en-Dôle és Saponay községekkel határos.

## Népesség
A település népességének változása:
| Lakosok száma | 125  | 109  | 95   | 81   | 82   | 92   | 91   | 90   | 90   | 87   |
|               | 1968 | 1982 | 1990 | 2006 | 2011 | 2016 | 2017 | 2019 | 2020 | 2022 |